# Matt Saracen
Matthew "Matt" Saracen je fiktivní postava v seriálu Světla páteční noci (Friday Night Lights) stanic NBC/DirecTV, ztvárněná hercem Zachem Gilfordem. V úvodu série je záložním quarterbackem fotbalového týmu Dillonské střední školy (Panteři), než na něj spadne zodpovědnost tahouna týmu, když se v první epizodě s těžkými doživotními následky zraní quarterback Jason Street (herec Scott Porter).